# Duane Starks
Duane Lonell Starks (Miami, 23 maggio 1974) è un ex giocatore di football americano statunitense che ha militato nel ruolo di cornerback nella National Football League (NFL).

## Biografia
Dopo avere giocato al college a Miami, Starks fu scelto come decimo assoluto nel Draft NFL 1998 dai Baltimore Ravens. Vi giocò per quattro stagioni mettendo a segno 20 intercetti nella stagione regolare. Il più famoso però fu ai danni di Kerry Collins nel Super Bowl XXXV che ritornò in touchdown, chiudendo le limitate speranze di rimonta dei Giants e laureandosi campione NFL. Nel 2001 firmò come free agent con gli Arizona Cardinals. Fu scambiato coi New England Patriots dopo la stagione 2004 e chiuse la carriera disputando le ultime due annate (2006-2007) con gli Oakland Raiders.

## Palmarès
- Super Bowl : 1

Baltimore Ravens: XXXV
- American Football Conference Championship: 1

Baltimore Ravens: 2000

## Statistiche
| Tackle     | 345 |
| Sack       | 1   |
| Intercetti | 25  |